# Béatrice Mottoulle
Béatrice Mottoulle (Ougrée, 2 juli 1956) was een Belgische zwemster. Haar favoriete slagen waren vrije slag, schoolslag en wisselslag. Zij nam eenmaal deel aan de Olympische Spelen, maar kon daarbij niet de finale halen. Zij behaalde elf Belgische titels in het zwemmen.

## Loopbaan
Mottoulle behaalde tussen 1970 en 1974 elf Belgische titels. Eén op de 200, 400 en 800 m vrije slag. Drie op de 200 en twee op de 100 m schoolslag. Op de wisselslag behaalde ze twee titels op de 400 m en één op de 200 m. 
Ze nam in 1972 deel aan de Olympische Spelen van München. Op zowel de 100 m schoolslag, 200 m schoolslag als de 400 m wisselslag werd ze uitgeschakeld in de reeksen.

## Belgische kampioenschappen
Langebaan
| Onderdeel        | Jaar             |
| ---------------- | ---------------- |
| 200 m vrije slag | 1971             |
| 400 m vrije slag | 1970             |
| 800 m vrije slag | 1970             |
| 100 m schoolslag | 1972, 1974       |
| 200 m schoolslag | 1971, 1972, 1973 |
| 200 m wisselslag | 1972             |
| 400 m wisselslag | 1971, 1972       |

## Belgische records

### 400 meter vrije slag
Langebaan
| Prestatie | Datum        | Plaats   |
| --------- | ------------ | -------- |
| 5.02,6    | 31 juli 1971 | Tel Aviv |

Kortebaan
| Prestatie | Datum         | Plaats       |
| --------- | ------------- | ------------ |
| 4.59,1    | 18 april 1971 | Sint-Niklaas |

### 800 meter schoolslag
Langebaan
| Prestatie | Datum            | Plaats |
| --------- | ---------------- | ------ |
| 10.26,7   | 21 augustus 1970 | Spa    |

Kortebaan
| Prestatie | Datum            | Plaats       |
| --------- | ---------------- | ------------ |
| 10.13,4   | 27 februari 1971 | Sint-Niklaas |

### 100 meter schoolslag
Langebaan
| Prestatie | Datum        | Plaats  |
| --------- | ------------ | ------- |
| 1.19,1    | 7 april 1972 | Berlijn |

Kortebaan
| Prestatie | Datum         | Plaats |
| --------- | ------------- | ------ |
| 1.17,7    | 25 maart 1972 | Namen  |

### 200 meter schoolslag
Langebaan
| Prestatie | Datum            | Plaats  |
| --------- | ---------------- | ------- |
| 2.55,2    | 22 augustus 1971 | Spa     |
| 2.51,1    | 8 april 1972     | Berlijn |

Kortebaan
| Prestatie | Datum         | Plaats |
| --------- | ------------- | ------ |
| 2.46,8    | 26 maart 1972 | Namen  |
| 2.45,93   | 3 maart 1974  | Bremen |

### 200 meter wisselslag
Langebaan
| Prestatie | Datum            | Plaats   |
| --------- | ---------------- | -------- |
| 2.37,6    | 4 augustus 1971  | Tel Aviv |
| 2.35,2    | 13 augustus 1972 | Ieper    |

### 400 meter wisselslag
Langebaan
| Prestatie | Datum            | Plaats   |
| --------- | ---------------- | -------- |
| 5.32,3    | 1 augustus 1971  | Tel Aviv |
| 5.31,5    | 29 augustus 1971 | Aarhus   |